# Primel-Gladiole
Die Primel-Gladiole (Gladiolus dalenii) ist eine Pflanzenart aus der Gattung der Gladiolen (Gladiolus) in der Familie der Schwertliliengewächse (Iridaceae). Sie ist eine der Elternarten der Garten-Gladiole (Gladiolus × hortulanus).

## Merkmale
Die Primel-Gladiole ist eine ausdauernde krautige Pflanze, die Wuchshöhen von 0,25 bis zu 1,50 m erreicht. Als Überdauerungsorgane bildet dieser Geophyt Knollen mit etwa 2,5 bis 3,5 cm Durchmesser, sie weisen lange Ausläufer auf. Der meist unverzweigte Stängel weist einen Durchmesser von 3 bis 4 mm auf. Die wechselständig und zweizeilig am Stängel verteilten Laubblätter sind einfach, lang, schwertförmig, parallelnervig, etwa 30 bis 60 Zentimeter lang und etwa 1 bis 4 Zentimeter breit. Der Blattrand ist glatt.
Es werden endständige, verzweigte oder unverzweigte, ährige Blütenstände gebildet, die 2 bis 2,8 (1,5 bis 3,5) cm lange, grüne bis rötliche Tragblätter und meist fünf bis neun (selten bis zu zwölf) Blüten enthalten. Die ungestielten, zwittrigen, dreizähligen Blüten sind zygomorph. Die gekrümmte und allmählich erweiterte Blütenröhre ist etwa (1,2 bis) meist 1,8 bis 2 cm lang. Es sind zwei mal drei verschiedengestaltige Blütenhüllblätter vorhanden, sie sind entweder orangerot bis rosa oder selten gelb bis weißlich, ohne Musterungen. Die Zipfel sind spitz, der obere überdeckt helmförmig die Narbe. Es ist nur der innere Kreis mit drei freien, fertilen Staubblättern vorhanden, denn sie stehen dem äußeren Blütenhüllblättern gegenüber. Die Staubfäden weisen eine Länge von 8 bis 10 mm auf und die Staubbeutel sind 7 bis 12 mm lang. Drei Fruchtblätter sind zu einem unterständigen Fruchtknoten verwachsen. Der Griffel endet in drei Narben. Die Blütezeit reicht meist von Juli bis September.
Die dreifächerige Kapselfrucht weist eine Länge von 15 bis 20 (selten bis 25) mm auf und enthält viele Samen.
Die Chromosomenzahl beträgt 2n = 30, 60 oder 90.

## Vorkommen
Die Primel-Gladiole kommt in Äthiopien, Süd-Arabien, Senegal, im südwestlichen Angola, Ostafrika und Südafrika und Madagaskar in Gehölz- und Grassavannen vor.

## Nutzung
Die Primel-Gladiole wird selten als Zierpflanze genutzt. Ihre Knollen finden als Nahrungs- und Heilmittel Verwendung. Sie ist seit spätestens 1825 in Kultur.
Die Blüten werden, nach dem Entfernen der Staubbeutel, roh oder gekocht gegessen. Kinder saugen Nektar aus den Blüten.

## Unterarten
Es gibt drei Unterarten:
- Gladiolus dalenii subsp. andongensis (Baker) Goldblatt (Syn.: Gladiolus pauciflorus De Wild., Gladiolus goetzei Harms, Gladiolus andongensis Welw. ex Baker, Gladiolus mildbraedii Vaupel): Sie kommt im tropischen Afrika vor.[3]
- Gladiolus dalenii Van Geel subsp. dalenii: Sie kommt im tropischen und südlichen Afrika vor, auf Madagaskar und auf der südwestlichen Arabischen Halbinsel.[3]
- Gladiolus dalenii subsp. welwitschii (Baker) Goldblatt (Syn.: Gladiolus welwitschii Baker): Sie kommt nur im südwestlichen Angola vor.[3]